# Herczeg Gyula
Herczeg Gyula (Pécs, 1920. január 22. – Budapest, 1994. június 30.) nyelvész, irodalomtörténész, italianista. Olasz–magyar nagyszótára a magyar lexikonirodalom klasszikusa.
A pécsi Janus Pannonius Tudományegyetem Olasz Nyelv és Irodalom Tanszék alapító tanszékvezető egyetemi tanára (1985–1992).

## Tanulmányai
A pécsi Erzsébet Tudományegyetem Gyakorló Főreáliskolájában érettségizett (1937), a budapesti Pázmány Péter Tudományegyetemen olasz–francia–román szakos középiskolai tanári oklevelet (1942) és bölcsészdoktori oklevelet szerzett (1944). A pisai Scuola Normale Superioréban is tanult (1939–1942 között). A római La Sapienza Egyetemen az olasz nyelvtörténet tárgykörben magántanári képesítést szerzett (1965), a nyelvészeti tudományok kandidátusa (1970), doktora (1981).

## Kitüntetései
- Olasz Köztársasági Érdemrend Parancsnoki fokozata  (1977)

## Főbb művei
- Az önálló gerundium használata Boccaccio prózájában. Egy. doktori értek. is. (Bp., 1944)
- Alcune costruzioni assolute dell’italiano. (Budapesti tudományegyetemi romanisztikai dolgozatok. Új sorozat. 2. Bp., 1948)
- Boccaccio helye az olasz prózastílus történetében. (Egyetemes Philologiai Közlöny, 1948)
- Sintassi delle frasi finali nelle novelle del Bandello. (Bologna, 1950)
- Mondatszerkezetek Krúdy Gyula stílusában. (Magyar Nyelvőr, 1951)
- Irodalmi nyelv és nyelvjárás Olaszországban. (Magyar Nyelvőr, 1952)
- La syntaxe du participe passé dans la langue littéraire roumaine. (Acta Linguistica, 1952)
- A mondatszerkezet az olasz posztreneszánsz próza válságában. (Az ELTE BTK Évkönyve, 1952/53)
- Stile nominale nella prosa italiana contemporanea. (Acta Linguistica, 1953)
- Eötvös József körmondatai. (Magyar Nyelvőr, 1953)
- Lope de Vega arcképéhez. – Megjegyzések a román nyelv új leíró nyelvtanához. – Nyelv- és nyelvjárás Spanyol-Amerikában. (Filológiai Közlöny, 1955)
- A stílusvizsgálat módszeréhez. (Magyar Nyelvőr, 1955)
- A nominális stílus a magyarban. (Magyar Nyelvőr, 1956)
- Olasz novella és spanyol pikareszkregény. (Filológiai Közlöny, 1956)
- Az olasz próza kezdetei és a humanizmus. (Az ELTE BTK Olasz Tanszékének Kiadványai. 5. Bp., 1957 és Renaissance-tanulmányok. Bp., 1957)
- Un caso particolare dell’apposizione nella lingua letteraria romena. (Annales Universitatis Scientiarum Budapestinensis de Rolando Eötvös Nominatae. Sectio Philologica, 1957)
- Goldoni magyarul. (Magyar Nyelvőr, 1957)
- Határozóként álló, -val, -vel ragos utótagú birtokos szerkezetek. – Móricz Zsigmond képalkotásának néhány kérdése. (Magyar Nyelvőr, 1958)
- Stílus és nyelv az olasz preromantika szemléletében. (Filológiai Közlöny, 1958)
- A ladin nyelv. (Filológiai Közlöny, 1959)
- Sintassi delle proposizioni subordinate nella lingua italiana. Studio di grammatica descrittiva. (Acta Linguistica, 1959 és külön: Az ELTE BTK Olasz Tanszékének Kiadványai. 9. Bp., 1959)
- Krúdy hasonlatai. (Magyar Nyelvőr, 1959)
- Sajátos szórendi inverziók újabb magyar prózánkban. – A képlátás néhány kérdése mai prózánkban. (Magyar Nyelvőr, 1960)
- Olasz nyelvészeti kutatások hazánkban az elmúlt 15 évben. – Vita a stilisztikáról és a barokkról. (Filológiai Közlöny, 1960)
- Móricz Zsigmond stílusa. (Stilisztikai tanulmányok. Szerk. Köpeczi Béla. Bp., 1961)
- Az illuminismo stílusvitáinak társadalmi háttere. – A „Duecento” stílusa. (Filológiai Közlöny, 1961)
- Az olasz stíluskutatás a felszabadulás után. (Világirodalmi Figyelő, 1962)
- Század eleji prózánknak egy impresszionista fordulatáról. (Magyar Nyelvőr, 1962)
- Sintassi delle proposizioni temporali nel Due- e Trecento. (Acta Linguistica, 1963)
- A népies prózastílusnak egy sajátos közlésmódja. – Nyelvművelés Olaszországban. (Magyar Nyelvőr, 1963)
- A „Quattrocento” politikai prózája. – Lope de Vega értékelésének néhány szempontja. (Filológiai Közlöny, 1963)
- Lo stile indiretto libero in italiano. Monográfia és kand. értek. is. (Biblioteca di lingua nostra. 13. Firenze, 1963; magyar nyelven, tézisei: A szabad függő beszéd az olasz nyelvben. Bp., 1970)
- Lo stile nominale in italiano. Monográfia. (Bibliotechina del saggiatore. 25. Firenze, 1967)
- Mondatot helyettesítő főnévi igenevek újabb prózánkban. (Magyar Nyelvőr, 1968)
- A magyar Petrarca. (Filológiai Közlöny, 1969)
- Sajátos kérdőmondatok legújabb prózánkban. (Magyar Nyelvőr, 1970)
- A hogy-gyal kezdődő mellékmondatok a főmondat előtt. – Főnevek sajátos állítmányi szerepkörben. (Magyar Nyelvőr, 1971)
- Mondatszerkezetek Machiavelli prózájában. (Filológiai Közlöny, 1972)
- Saggi linguistici e stilistici. Monográfia. (Firenze, 1972)
- Contributi all’uso dell’articolo determinativo in italiano. (Acta Linguistica, 1972)
- La funzione del suffisso -ata. Sostantivi astratti verbali. (Studi di Grammatica Italiana, 1972)
- Révay József Manzoni fordítása. (Magyar Nyelvőr, 1972)
- La struttura della frase di Grazia Deledda. (Acta Linguistica, 1973)
- Sintassi delle proposizioni consecutive nell’italiano contemporaneo. (Studi di Grammatica Italiana, 1973)
- Nyomatékosító, sajátos értelmezős szerkezetek. (Magyar Nyelvőr, 1973)
- A szabad függőbeszéd a századvég prózájában. (Magyar Nyelv, 1973)
- Krúdy Gyula: Őszi versenyek. Novellaelemzés. (Irodalomtörténet, 1973)
- La proposizioni consecutive in italiano classico. (Lingua Nostra, 1974)
- Elvont főnevek sajátos mondatstilisztikai szerepkörben egy századvégi írónál. – A Heptaméron magyarul. (Magyar Nyelvőr, 1974)
- Petrarca mondatszerkezetei. (Filológiai Közlöny, 1974)
- Studi di sintassi ariostosca. (Acta Linguistica, 1975)
- A modern magyar próza stílusformái. Monográfia, tankönyv és doktori értek. is. (Bp., 1975; 2. kiad. 1979)
- Egy sajátos mondatstilisztikai jelenség a századvég prózájában. (Magyar Nyelvőr, 1976)
- A mondatstilisztikai kutatás mint módszer. (Általános nyelvészeti tanulmányok. XI. A szöveg megközelítései. Szerk. Telegdi Zsigmond. Bp., 1976)
- La sintassi delle proposizioni concessive nell’italiano contemporaneo. – La sintassi delle proposizioni ipoteticho nell’italiano contemporaneo. (Acta Linguistica, 1976)
- Sintassi delle proposizioni concessive nell’italiano contamporaneo. (Studi di Grammatica Italiano, 1976)
- Modelli petrarchesi del poeta ungherese Valentino Balassi. (Petrarca e il petrarchismo nei paesi slavi. Dubrovnik, 1978)
- Tanulmányok az impresszionista stílusról. (Magyar Nyelvőr, 1978)
- Matteo Bandello. Scrittore di una società che cambia. (Critica Letteraria, 1979)
- Impresszionista jegyek Móricz Zsigmond prózájában. (Magyar Nyelvőr, 1979)
- Impresszionista jegyek Kaffka Margit prózájában. (Magyar Nyelvőr, 1980)
- A XIX. századi magyar próza stílusformái. Monográfia és tankönyv. (Bp., 1981)
- Polifon regényszerkezet, eseményesség és impresszionista jegyek mai prózánkban. (Magyar Nyelvőr, 1982)
- Impresszionizmus és realizmus Kaffka Margit prózájában. 1–2. (Magyar Nyelv, 1982)
- Móricz Zsigmond mondatszerkezetei. (Irodalomtörténet, 1982)
- Móricz Zsigmond stílusa. Monográfia. (Bp., 1982; 2. kiad. 1986)
- Nagy Lajos stílusa. 1–2. (Magyar Nyelvőr, 1983)
- A régi magyar próza stílusformái. Monográfia és tankönyv. (Bp., 1985)
- A prózaíró Kosztolányi. (Magyar Nyelvőr, 1986)
- A prózaíró Kosztolányi mondatszerkezetei. (Magyar Nyelv, 1988)
- Az olasz stíluskutatás ötven éve. (Helikon, 1988)
- A Purgatórium Huszadik éneke. (Dunatáj, 1990)
- A longobárdok Itáliában. 1–2. (Dunatáj, 1991)
- Sintassi e tecnica stilistica della prosa dannunziana. (Italianistica Debreceniensis, 1993)
- Könyv az olasz nyelvről (Nyíregyháza, 1994)
- szerk.: Pérez Galdos, Benito: Dona Perfecta. Társadalmi regény. Ford. Békéssy Gábor. Szerk., sajtó alá rend. H. Gy. (Bp., 1958)
- Machiavelli, Niccolò: A fejedelem. Szerk., az utószót írta H. Gy. Ford. Lutter Éva. (Bp., 1976; 2. kiad. 1987)
- Niccolò Machiavelli művei. I–II. köt. Szerk., sajtó alá rend. (Bp., 1978–1979)
- Bandello, Matteo: A pajzán griffmadár. I–II. köt. Vál. novellák. Vál., az utószót írta. (Bp., 1979; A világirodalom remekei. 2. kiad. 1983)
- A rettentő Kukkubeusok. Régi olasz elbeszélők. I–II. köt. Vál., szerk. (Bp., 1983)
- A vén szerelmes. Régi olasz komédiák. I–II. köt. Vál., szerk. (Bp., 1984)
- szótárai és nyelvkönyvei: Olasz–magyar szótár. – Vocabolario italiano–ungherese. I–II. köt. Főszerk. A szótár anyagát átnézte Tamás Lajos. (Bp., 1952; 2. változatlan kiad. 1963; 2. bőv., átd. és jav. kiad. 1967; 3. függelékekkel bőv. kiad. 1978; 4. kiad. 1984; 6. bőv. és teljesen átd. kiad. 1992)
- Függelék az olasz–magyar szótárhoz. Összeáll. (Bp., 1955)
- Olasz nyelvtan az általános gimnáziumok számára. (Bp., 1956; 2. kiad. 1957; 3. kiad. 1960; 4. kiad. 1961; 5. kiad. 1964; 9. kiad. 1970; 10. kiad. 1971)
- Olasz történeti nyelvtan. Egy. jegyz. (Bp., 1957)
- Rendszeres olasz nyelvtan. (Tanuljunk nyelveket! Bp., 1957; 2. kiad. 1960)
- Olasz–magyar kisszótár. – Dizionario italiano–ungherese. (Kisszótár sorozat. Bp., 1958; 2. kiad. 1964; 3. kiad. 1966; 4. kiad. 1974; 5. kiad. 1978; 6. kiad. 1984; 7. kiad. 1987; 8. kiad. 1990; 9. kiad. 1992)
- Magyar–olasz kisszótár. – Dizionario ungherese–italiano. (Kisszótár sorozat. Bp., 1958; 2. kiad. 1964; 3. kiad. 1966; 4. kiad. 1974; 5. kiad. 1978; 6. kiad. 1984; 7. kiad. 1987; 8. kiad. 1990; 9. kiad. 1992)
- Olasz leíró nyelvtan. (Bp., 1970; 2. kiad. 1985; 3. kiad. 1988; 4. kiad. 1991; 5. kiad. 1992)
- Képes olasz nyelvkönyv gyermekeknek. I–II. köt. Fried Ilonával, Kotzián Tamással. (Bp., 1972–1981; 2. kiad. 1986; 3. kiad. 1990)